# Clemensia domica
Clemensia domica là một loài bướm đêm thuộc phân họ Arctiinae, họ Erebidae.